# Jennifer Mbuta
Jennifer Mbuta, född 18 oktober 1968, är en kenyansk bågskytt. Hon deltog vid olympiska sommarspelen 1996.